# 수원 OK 저축은행 읏샷 WBC R
수원 OK 저축은행 읏샷 WBC R(Suwon OK Savings Bank OK Shoot Women's Basketball Club Reserves)은 대한민국 경기도 수원시에 있었던 농구 선수단이다. 한국여자농구연맹이 운영했던 여자 세미프로 농구단이며, 2004년에 창단되었고 2019년에 해단되었다.

## 참고 문헌
- “스포츠지원포털 등록 현황”. 대한체육회.
- “한국여자프로농구 히스토리”. 한국여자농구연맹.

## 같이 보기
- 수원 OK 저축은행 읏샷 WBC